# Sungai Petani
Sungai Petani (en malayo: Sungai Petani) es una localidad de Malasia, en el estado de Kedah.
Se encuentra a 16 m sobre el nivel del mar. 

## Demografía
Según estimación 2010 contaba con 265158 habitantes.